# Championnat d'Écosse de football 1890-1891
Navigation
Édition suivante
La première édition du championnat d'Écosse de football est remportée conjointement par Dumbarton et les Rangers. Ce premier championnat est indécis jusqu’à la fin : deux équipes terminent à égalité de points. Un match de barrage est organisé pour départager les deux équipes et ainsi déterminer le vainqueur du championnat. Ce match se solde par un résultat nul : 2 buts à 2. La fédération écossaise de football décide alors de ne pas départager les deux équipes et les déclare toutes les deux championnes d’Écosse.
Le Celtic Glasgow complète le podium. 
Jack Bell, joueur de Dumbarton FC, avec 20 buts, termine meilleur buteur du championnat. 

## Les clubs de l'édition 1890-1891
| Club                              | Ville                            |
| --------------------------------- | -------------------------------- |
| Abercorn Football Club            | Paisley                          |
| Cambuslang Football Club          | Glasgow                          |
| Celtic Football Club              | Glasgow                          |
| Cowlairs Football Club            | Glasgow                          |
| Dumbarton Football Club           | Dumbarton                        |
| Heart of Midlothian Football Club | Édimbourg                        |
| Rangers Football Club             | Glasgow                          |
| Saint Mirren Football Club        | Paisley                          |
| Third Lanark Athletic Club        | Glasgow                          |
| Vale of Leven Football Club       | Alexandria (West Dunbartonshire) |

## Compétition

### Classement
Le classement est établi sur le barème de points classique (victoire à 2 points, match nul à 1, défaite à 0).
| Rang | Équipe              | Pts | J  | G  | N | P  | Bp | Bc | Diff |
| ---- | ------------------- | --- | -- | -- | - | -- | -- | -- | ---- |
| 1    | Dumbarton FC        | 29  | 18 | 13 | 3 | 2  | 61 | 21 | +40  |
| -    | Rangers FC          | 29  | 18 | 13 | 3 | 2  | 58 | 25 | +33  |
| 3    | Celtic FC           | 21  | 18 | 11 | 3 | 4  | 48 | 21 | +27  |
| 4    | Cambuslang FC       | 20  | 18 | 8  | 4 | 6  | 47 | 42 | +5   |
| 5    | Third Lanark        | 15  | 18 | 8  | 3 | 7  | 38 | 39 | -1   |
| 6    | Heart of Midlothian | 14  | 18 | 6  | 2 | 10 | 31 | 37 | -6   |
| 7    | Abercorn FC         | 12  | 18 | 5  | 2 | 11 | 36 | 47 | -11  |
| 8    | Saint Mirren        | 11  | 18 | 5  | 1 | 12 | 39 | 62 | -23  |
| 9    | Vale of Leven       | 11  | 18 | 5  | 1 | 12 | 27 | 65 | -38  |
| 10   | Cowlairs FC         | 6   | 18 | 3  | 4 | 11 | 24 | 50 | -26  |

|  | Champion d'Écosse |
|  | Relégation        |

### Match de barrage
|  | Dumbarton | 2 - 2 | Rangers |  |  |
|  |           |       |         |  |  |

## Bilan de la saison
| Tableau d'Honneur                |                      |
| Compétition                      | Vainqueur            |
| Championnat d'Écosse de football | Dumbarton et Rangers |
| Coupe d'Écosse de football       |                      |

| Promotions et relégations |                    |
| Promus                    | Renton FC Clyde FC |
| Relégués                  |                    |

## Statistiques

### Meilleur buteur
- Jack Bell, Dumbarton,   20 buts